# Даунинг, Джон
Джон Чарльз Кит «Джек» Даунинг (англ. John Charles Keith Jack Dowding; 1891 — 1965) — морской офицер Королевского флота Великобритании.
Участник Первой мировой и Второй мировой войны. За действия в ходе Дюнкеркской операции был награждён орденом «За выдающиеся заслуги».

## Биография

### Ранние годы
Джон Даунинг родился 1 ноября 1891 года в Дибругарх, Британская Индия в семье Чарльза и Кэтлин Даунинг. Его отец был англиканским священником, который служил в Британской Индия до возвращения в долину Святого Джона. Получил образование в школе Сент-Бис и на учебном корабле HMS Conway. C августа 1910 года в ранге мичмана попал на испытательный срок в резервный флот Великобритании и поступил на службу в Торговый флот. В декабре 1913 года получил ранг второй помощник капитана.

### Карьера
Во время Первой мировой войны служил на океанском лайнере SS Otway который участвовал в операции «Северный патруль» и блокаде Германии. Позже служил командующим эскадренного миноносеца в Средиземном море. В 1919 году покинул ВФ Великобритании и работал в компании Orient Steam Navigation Company которая ходила между Англией и Австралией.
C началом Второй мировой войны был призван на службу в ранге командира на корабль SS Mona's Isle. В июне 1940 года принял участие в Дюнкеркской операции и спас более 2600 солдат. За действия был награждён орденом «За выдающиеся заслуги».
В декабре 1940 года был повышен до капитана и в апреле 1941 года до коммодора. В апреле того же года был переведён на предприятие HMS Eaglet в Ливерпуле где служил коммадором конвоя. Дважды посещал Советский Союз в арктических конвоях.
В августе 1941 года был назначен коммадором арктического конвоя Дервиш, первого конвоя QP-1 со стратегическими грузом который достиг места назначения в полном составе.
В конце июня 1942 года получил назначения на конвой PQ-17. 4 июля получил приказ добить судно. В результате, из 35 транспортов до Архангельска добрались только 11 конвоев. 
Даунинг на корвете HMS Poppy (K213) отправился на поиски других кораблей и выживших. Во время высадки в Нормандию находился в штабе военно-морского флота, в качестве офицера морского конвоя с грузом. Был награждён бельгийским Орденом Короны за освобождение Бельгии. Вышел на пенсию в ноябре 1946 года.   